# БТМ-3
БТМ-3 — (Швидкохідна траншейна машина рос. Быстроходная траншейная машина, звідки й абревіатура БТМ) — належить до класу важких землерийних машин.

## Призначення
БТМ-3 призначена для відривання траншей основного профілю (глибина до 1,1 м.) чи повного профілю (глибина 1,5 м) у ґрунтах I—IV категорій. У скельних ґрунтах вона працювати не призначена.
Складається із гусеничного тягача АТ-Т і встановленого на його базі роторного робочого органу із 8 х 160-літровими ковшами.

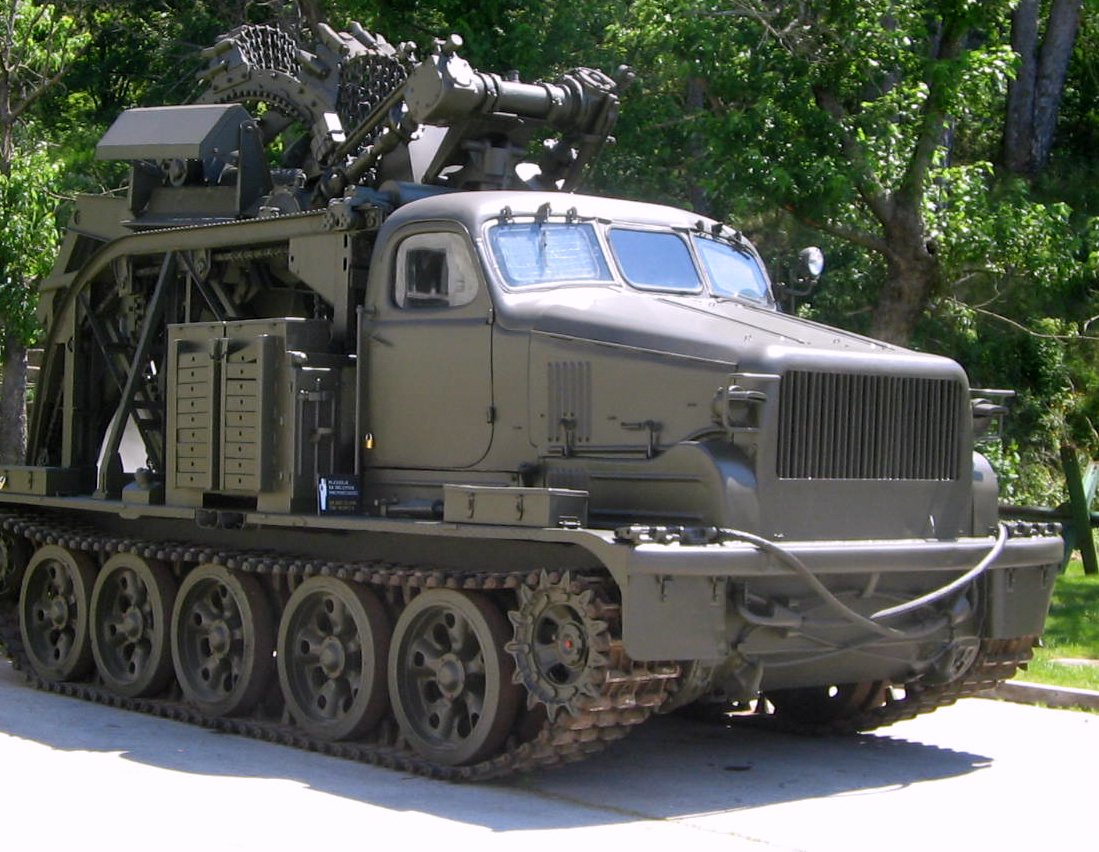
У похідному положенні

## Тактико— технічні характеристики
- Екіпаж 2 чол.

- Габаритні розміри:
  - довжина 7,6 м
  - ширина 3,164 м
  - висота 4,32 м
- У робочому положенні:
  - довжина 11,2 м
  - ширина 3,164 м
  - висота 2,885 м
- Маса 27,7 т
- Транспортна швидкість 35 км/год
- Витрата палива 140 л/100км
- Об'єм баків 1415 л
- Запас ходу 500 км
- Продуктивність 800 м/год

- Місткість ковша 8х160 л
- Середній питомий тиск 0,71 кгс/см2
- Категорія ґрунту, в якому можлива робота I … IV

- Глибина подоланого броду 1 м
- Допустимий бічний нахил при роботі до 12 градусів
- Робоча крутизна підйому чи спуску до 20 градусів.
- Ширина траншеї, що відривається
  - по верху — 90 см при глибині 1.1 м
  - -"- — 1.1 м при глибині 1.5 м.
- Ширина по дну траншеї у всіх випадках 0.6 м.
- У плані траншея може відриватися прямолінійної, зигзагоподібної (з коротких відрізків прямолінійної траншеї) чи звивистої (радіус закруглення 25 м) форми.
- Ґрунт, що виривається, скидається по обидві сторони траншеї, утворюючи передній і задній бруствер висотою до 50 см.
- Продуктивність коливається в залежності від заданої глибини траншеї та міцності ґрунту від 270 до 810 метрів на годину. При уривку траншеї зменшеною глибиною (40-50 см.) продуктивність зростає до 1200—1400 метрів на годину. Це буває необхідно при влаштуванні помилкових траншей або при дефіциті часу. У цьому випадку піхота докопує траншею вручну.
- Базова машина — важкий артилерійський тягач АТ-Т.
- Двигун В-401 (415 к. с)

- Транспортна швидкість до 36 км/год.
- Кабіна герметизована, забезпечена фільтро — вентиляційною установкою (ФВУА), завдяки чому, машина може працювати на місцевості, зараженій отруйними чи радіоактивними речовинами, при цьому екіпаж (2 чол.) у кабіні може знаходиться без засобів захисту.
- Кабіна вміщує до п'яти осіб, включаючи водія.
- Запас палива — 500 км пробігу чи 10-12 годин ґрунтових робіт.
- Час на підготовку машини до роботи 5-7 хв.
- Є місце для установки радіостанції Р-123 (танкової) але в базовій комплектації нею не комплектується. *Оснащена радіометром-ретнгенометром, комплектом ПНВ-57Т (прилад нічного бачення).

Стояла на озброєнні в інженерно-саперному батальйоні радянської мотострілецької (танковій) дивізії — 3 к-ти.

## Сучасна оцінка машини
Вважають, що до початку XXI століття БТМ-3 застаріла і їй на зміну в 1997 р. прийшла машина БТМ-4М, яка має більшу продуктивність, але і істотно більші габарити і майже вдвічі більшу вагу. Якщо взяти до уваги, що базовою машиною БТМ-4М є танк Т-80, то нова траншейна машина набагато дорожча й складніша в експлуатації. Вона вимагає кваліфікованого механіка-водія
Спочатку БТМ створювалася, виходячи з масштабів світової війни з величезною по протяжності лінією фронту, з участю величезних мас військ.
Нині ж більшість військових фахівців вважають, що в найближчому майбутньому війни будуть локальними за участю відносно невеликих військових контингентів і дуже маневровими. Тобто позиційної оборони, яка вимагає траншей великої протяжності, не передбачається. До того ж машини такого класу витрачають значну кількість пального й перевозяться залізницею чи громіздкими трейлерами (виникає проблема вантажності мостів).